# Liste der Monuments historiques in Bazainville
Die Liste der Monuments historiques in Bazainville führt die Monuments historiques in der französischen Gemeinde Bazainville auf.

## Liste der Bauwerke
| Bezeichnung       | Beschreibung              | Standort | Kennzeichnung | Schutzstatus | Datum | Bild           |
| ----------------- | ------------------------- | -------- | ------------- | ------------ | ----- | -------------- |
| Kirche St-Georges | Erbaut im 11. Jahrhundert | (Lage)   | PA00087365    | Inscrit      | 1926  | weitere Bilder |

## Liste der Objekte
| Bezeichnung                | Beschreibung                             | Standort                        | Kennzeichnung | Schutzstatus | Datum | Bild |
| -------------------------- | ---------------------------------------- | ------------------------------- | ------------- | ------------ | ----- | ---- |
| Skulptur Christus am Kreuz | Holz, polychrom gefasst, 16. Jahrhundert | in der Kirche St-Georges (Lage) | PM78000033    | Classé       | 1971  |      |